# 時執亮
時執亮，山東東平人。明朝进士、政治人物。

## 生平
洪武三年，山东乡试中举。洪武四年（1371年）中進士，后任同安知縣，其任上勤勉廉潔，以禮讓教化民眾，而不用刑罰，官民以之相安。